# Premio Setenil
El Premio Setenil es un galardón literario que se concede al mejor libro de cuentos publicado en España. Convocado anualmente desde 2004 por el ayuntamiento de Molina de Segura (Murcia), es uno de los más prestigiosos del país. Tiene una importante dotación económica y, además, el ayuntamiento edita una separata con una muestra de la obra ganadora.
Los autores premiados han sido Alberto Méndez, Juan Pedro Aparicio (2005), Cristina Fernández Cubas (2006), Sergi Pàmies (2007), Óscar Esquivias (2008), Fernando Clemot (2009), Francisco López Serrano (2010), David Roas (2011), Clara Obligado (2012), Ignacio Ferrando (2013), Javier Sáez de Ibarra (2014), Emilio Gavilanes (2015), Diego Sánchez Aguilar (2016), Pedro Ugarte (2017), José Ovejero (2018), Elena Alonso Frayle (2019), Cristina Sánchez-Andrade (2020), Antonio Rómar (2021), Fernando Navarro (2022), Alejandro Morellón (2023) y Antonio Tocornal (2024).
Todos los ganadores tienen un banco dedicado con una placa en el Paseo de Rosales de Molina de Segura.
En su XII edición (2015) se premió por vez primera en la historia del certamen un libro de microrrelatos, escrito por Emilio Gavilanes. Este reconocimiento evidenció la pujanza y prestigio del género del microrrelato.

## I Edición (2004)
El libro ganador fue Los girasoles ciegos, de Alberto Méndez (Anagrama).
El jurado estuvo compuesto por Juan Manuel de Prada, Ana Luisa Baquero Escudero y Ramón Jiménez Madrid.

## II Edición (2005)
El libro ganador fue La vida en blanco, de Juan Pedro Aparicio (Menoscuarto).
El jurado estuvo compuesto por Luis Mateo Díez, Santos Sanz Villanueva, Manuel Martínez Arnaldos y Manuel Moyano.

## III Edición (2006)
El libro ganador fue Parientes pobres del diablo de Cristina Fernández Cubas (Tusquets).
Los libros finalistas fueron Los últimos percances de Hipólito G. Navarro, Bar de anarquistas de José María Conget, El peso en gramos de los colibríes de Gonzalo Calcedo, Tantos ángeles rotos de Miguel Sánchez Robles, Los caballos azules de Ricardo Menéndez Salmón, El río de Emilio Gavilanes, Cuentos del libro de la noche de José María Merino, Dirección noche de Cristina Grande y Helarte de amar de Fernando Iwasaki.
El jurado estuvo compuesto por Luis Alberto de Cuenca, Fernando Valls, Ramón Jiménez Madrid y Manuel Moyano.

## IV Edición (2007)
El libro ganador fue Si te comes un limón sin hacer muecas, de Sergi Pàmies (Anagrama).
Entre los libros finalistas, estaba el libro de Mara Torres Sin ti. Cuatro miradas desde la ausencia, Tráeme las pilas cuando vengas de Pepe Monteserín, Alumbramiento de Andrés Neuman, La sombra del caimán de Manuel Moya y La mujer sin memoria, de Silvia Sánchez Rog.
El jurado estuvo compuesto por Ana María Matute, José María Jiménez Cano, José Belmonte Serrano y Manuel Moyano.

## V Edición (2008)
El libro ganador fue La marca de Creta de Óscar Esquivias (Ediciones del Viento).
Los finalistas fueron Mil cretinos de Quim Monzó, Voces de humo de Pablo Andrés Escapa, El rombo de Michaelis de Fernando Royuela, Temporada de huracanes de Gonzalo Calcedo, Vida de perro de Juan José Flores, Besos de fogueo de Montero Glez, Manderley en venta de Patricia Esteban Erlés, Norteamérica profunda de Juan Carlos Márquez y Miedo me da de José Antonio Francés.
El jurado estuvo compuesto por José María Merino, Manuel Cifo, Ramón Jiménez Madrid y Manuel Moyano.

## VI Edición (2009)
El premiado fue Estancos del Chiado de Fernando Clemot (Paralelo Sur Ediciones).
El jurado estuvo compuesto por Javier Tomeo (presidente), José María Pozuelo Yvancos, José Belmonte Serrano y Manuel Moyano.

## VII Edición (2010)
El ganador fue Los hábitos del azar (Renacimiento, 2009) de Francisco López Serrano.
Los libros finalistas en la edición de 2010 fueron Los hábitos del azar, de Francisco López Serrano; Teoría de todo, de Paula Lapido; Un koala en el armario, de Ginés S. Cutillas; Atractores extraños, de Javier Moreno; Fantasías animadas, de Berta Marsé; El menor espectáculo del mundo, de Félix J. Palma; Azul ruso, de Patricia Esteban Erlés; De mecánica y alquimia, de Juan Jacinto Muñoz Rengel; Bajo el influjo del cometa, de Jon Bilbao y El mes más cruel, de Pilar Adón.
El jurado estuvo compuesto por Andrés Neuman (presidente), María Dueñas, Ramón Jiménez Madrid y Manuel Moyano.

## VIII Edición (2011)
El libro ganador fue Distorsiones, de David Roas (Páginas de Espuma).
Los libros finalistas en la edición de 2011 fueron Los ojos de los peces, de Rubén Abella; Vidas prometidas, de Guillermo Busutil; Pasadizos, de Juan Herrezuelo; Tanta pasión para nada, de Julio Llamazares; Los pobres desgraciados hijos de perra, de Carlos Marzal; El heladero de Brooklyn, de Fernando Molero Campos; Los muertos, los vivos, de Beatriz Olivenza; Ficcionarium, de Fernando Palazuelos; y Cuentos rusos, de Francesc Serés.
Estuvo presidido por Fernando Iwasaki. También eran miembros Antonio Parra Sanz, Gontzal Díez y Manuel Moyano.

## IX Edición (2012)
El libro premiado fue El libro de los viajes equivocados de la escritora hispanoargentina Clara Obligado (Páginas de Espuma)
Las obras finalistas fueron El vigilante del fiordo de Fernando Aramburu, Conversación de Gonzalo Hidalgo Bayal, Los caníbales de Iván Humanes, Historias de un dios menguante de José Mateos, Hacerse el muerto de Andrés Neuman, El libro de los viajes equivocados de Clara Obligado, Calle Aristóteles de Jesús Ortega, Geometría del azar de Fernando Palazuelos, Habitaciones privadas de Cristina Peri Rossi y Esquina inferior del cuadro de Miguel Ángel Zapata.
El jurado está formado por Cristina Fernández Cubas (presidenta), Antonio Lucas y José María Pozuelo Yvancos.

## X Edición (2013)
El libro ganador fue La piel de los extraños, de Ignacio Ferrando (Menoscuarto).
Los finalistas fueron La tristeza de las tiendas de pelucas, de Patxi Irurzun; Aquí yacen dragones, de Fernando León de Aranoa; Lazos de sangre, de Lola López Mondéjar; Interior azul, de Anna R. Ximenos; Las batallas silenciosas, de Juana Cortés Amunarriz; Vae victis, de Luis del Romero Sánchez-Cutillas; Vigilias efímeras, de Sergio Coello; La soledad de los gregarios, de Miguel Sánchez Robles y Polvo en los labios, de Montero Glez.
El jurado estuvo presidido por Juan Manuel de Prada. Los otros miembros fueron Ana Luisa Baquero Escudero, Ramón Jiménez Madrid y Manuel Moyano.

## XI Edición (2014)
El ganador fue Javier Sáez de Ibarra por su libro Bulevar (Páginas de Espuma).
Los títulos finalistas fueron El hilo conductor, de Elena Alonso Frayle (Tantin); Crímenes ilustrados, de Álvaro del Amo (Menoscuarto); Cada cual y lo extraño, de Felipe Benítez Reyes (Destino); La desesperación del león y otras historias de la India, de Sonia García Soubriet (Menoscuarto); Yo vi a Nick Drake, de Eduardo Jordá (Rey Lear); Todos los crímenes se cometen por amor, de Luisgé Martín (Salto de Página); Profundo Sur, de Juan José Téllez (e.d.a.); Técnicas de iluminación, de Eloy Tizón (Páginas de Espuma) y Te espero dentro, de Pedro Zarraluki (Destino).
Hipólito G. Navarro presidió el jurado, compuesto también por Lola López Mondéjar, José Belmonte Serrano y Manuel Moyano.

## XII Edición (2015)
El ganador fue el libro Historia secreta del mundo, escrito por Emilio Gavilanes, (La Discreta).
El resto de libros finalistas fueron Los viajes del prisionero, de Rubén Díez Tocado, (Edhasa); Solo con hielo, de Silvia Fernández Díaz, (Talentura); Demasiada roca solitaria, de Alberto García Salido, (Adeshoras); Caza mayor, de Manuel Moya, (Baile del Sol); Breviario negro, de Ángel Olgoso, (Menoscuarto); Ocho cuentos de azufre, de Álvaro Pombo, (Salto de Página); Bienvenidos a Incaland, de David Roas, (Páginas de Espuma); La luz de Yosemite, de Antonio J. Ruiz Munuera, (Desnivel); y Presupuesto sin compromiso, de Ramón Santana González, (Baile del Sol).
El jurado estuvo compuesto por Juan Bonilla (presidente), José María Pozuelo Yvancos, Manuel Martínez Arnaldos y Manuel Moyano.
La gran novedad de este premio residió en distinguir un libro de microrrelatos.

## XIII Edición (2016)
La obra ganadora fue Nuevas teorías sobre el orgasmo femenino (editorial Balduque) de Diego Sánchez Aguilar.
Los libros finalistas fueron Cambios de última hora, de Elena Alonso Frayle (Baile del Sol); Como meteoritos, de Alejandro Amelivia (Talentura Libros); Relatos americanos, de Saljo Bellver (Sala 28); Manual de autoayuda, de Miguel Ángel Carmona del Barco (Salto de Página); Signor Hoffman, de Eduardo Halfon (Libros del Asteroide); Mala letra, de Sara Mesa (Anagrama); Los amores equivocados, de Cristina Peri Rossi (Menoscuarto); La chica de los ojos manga, de José Antonio Sau (La Isla de Siltolá) y De este pan y de esta guerra, de Jesús Zomeño (Contrabando).
El premio estuvo dotado en esta edición con 10 000 euros. El jurado está presidido por Eloy Tizón y formado además por los profesores José Belmonte Serrano y Antonio Parra Sanz.

## XIV Edición (2017)
El libro ganador fue Nuestra historia, de Pedro Ugarte (Páginas de Espuma).
Se presentaron 117 títulos al premio, el mayor número en la historia del premio hasta aquel momento y cifra que no se superó hasta 2021, cuando se presentaron 133 títulos. La dotación económica del premio fue de 10 000 euros. El jurado estuvo compuesto por la escritora Pilar Adón, que lo presidía, con la profesora universitaria Carmen Valcárcel y la escritora Aurora Gil Bohórquez como vocales.
El resto de libros finalistas fue: Aprenderé a rezar para lograrlo, de Víctor Balcells Matas (Delirio); La condición animal, de Valeria Correa Fiz (Páginas de Espuma); El mosquito de Nueva York, de Daniel Díez Carpintero (Sloper); Peces de charco, de Ana Esteban (Baile del Sol); La vuelta al día, de Hipólito G. Navarro (Páginas de Espuma); Teatro de sombras, de Fermín López Costero (Nazarí); O, de Alejandro Pedregosa (Cuadernos del Vigía); La acústica de los iglús, de Almudena Sánchez (Caballo de Troya) y La mirada del orangután de Chelo Sierra (Diputación de Cáceres).

## XV Edición (2018)
La obra ganadora fue Mundo extraño de José Ovejero (Páginas de Espuma). El premio estuvo dotado con 10 000 euros.
Entre los 108 títulos presentados, en septiembre de 2018 se eligieron los diez finalistas: Que la ciudad se acabe de pronto de Trifón Abad (Malbec Ediciones); La vida sumergida de Pilar Adón (Galaxia Gutenberg); El silencio y los crujidos de Jon Bilbao (Impedimenta); Secretos de familia de Santiago Casero (Ediciones Tantín); Las madres secretas, de Mónica Crespo (Editorial Base); Estado de excepción de David Gallego (Talentura Libros); La sabiduría de quebrar huesos de Pablo Matilla (Témenos Ediciones); Un paseo por la desgracia ajena de Javier Moreno (Salto de Página) y Réplica de Miguel Serrano Larraz (Candaya).
El jurado estuvo compuesto por los escritores Luisgé Martín (presidente), Manuel Moyano y Lola López Mondéjar y el profesor Basilio Pujante.

## XVI Edición (2019)
La mala entraña de Elena Alonso Frayle (Baile del Sol) fue el libro ganador, a juicio de un jurado compuesto por Ángel Olgoso (presidente) y las profesoras Carmen M. Pujante Segura y Aurora Gil Bohórquez. La dotación fue de 10 000 euros y se admitieron al concurso 102 títulos.
El premio para la ganadora ascendió a 10000 €.
El resto de libros finalistas fueron Lo imaginado (Dieciséis), de Juncal Baeza; Las horas equivocadas (La Discreta), de Santiago Casero; Fábrica de prodigios (Páginas de Espuma), de Pablo Andrés Escapa; Turistas del dharma (Hermenaute), de Albert Franquesa; Mudar de piel (Anagrama), de Marcos Giralt Torrente; Especies en extinción (Tantín), de Faustino Lara Ibáñez; La biblioteca de agua (Páginas de Espuma), de Clara Obligado; Malos días (De la luna libros), de Victoria Pelayo Rapado, y La letra pequeña (Triskel), de Andrés Pérez Domínguez.

## XVII Edición (2020)
El niño que comía lana (Anagrama), de Cristina Sánchez-Andrade, fue el libro ganador. El premio está dotado con 10 000 €. El jurado estaba presidido por Lola López Mondéjar y compuesto también por Francisca Noguerol, Vicente Cervera y Manuel Moyano.
El resto de obras finalistas fue El nido vacío y otros relatos (Sala 28), de Saljo Bellver; Puntos de luz en la noche (Ménades), de Isabel Cienfuegos; Un ciervo en la carretera (Libros.com), de Alberto Martínez; Arteratura (Malbec), de Fernando Martínez López; Los defectos de la anestesia (Enkuadres), de Ernesto Ortega; Historias de la pequeña ciudad (Pre-Textos), de Antonio Pascual Pareja; Jardinería de interior (Enkuadres), de Paz Monserrat Revillo; Electric city (Tantín), de Nieves Vázquez Recio y El sistema métrico del alma (Trea), de Fernando Villamía.

## XVIII Edición (2021)
De puro meteoro, de Antonio Rómar (Aristas Martínez) fue la obra ganadora.
El premio estuvo dotado con 10 000€. Se presentaron 133 títulos, la cifra más alta hasta entonces de la historia del premio. El presidente del jurado fue Miguel Ángel Muñoz y como miembros figuraron Antonio Ruiz Munuera y las escritoras Marisa López Soria y Viviana Paletta.
Los libros finalistas fueron Huéspedes, de Julio Botella (De Conatus); 660 mujeres, de Cristina Cerrada (Menoscuarto); Todo es agua, de Begoña Fidalgo (Pregunta); Carcoma, de Yurena González Herrera (Baile del Sol); Lo que ruge, de Izaskun Gracia Quintana (El Transbordador); Dientes de perro, de Manuel Moya (Baile del Sol); Esbirros, de Antonio Ortuño (Páginas de Espuma); La voz esquiva, de Belén Palos (Dieciséis) y Aquí para siempre, de Mónica Sánchez (Piedra Papel Libros).

## XIX Edición (2022)
Malaventura de Fernando Navarro (Impedimenta) fue el libro ganador por unanimidad del jurado.
La dotación del premio fue de 10 000 euros. El jurado estaba compuesto por Fernando Clemot (presidente), Carmen Pujante Segura, Charo Guarino Ortega y Antonio J. Ruiz Munuera.
El resto de libros finalistas fueron Quitamiedos, de Trifón Abad (Talentura); No era a esto a lo que veníamos, de María Bastarós (Candaya); Jaulas de hormigón, de Mayte Blasco (Niña Loba); Ceniza, de Juana Cortés Amunarriz (Edhasa); Aceleración de la realidad, de Fernando García Maroto (Mclein y Parker); Náufragos del Océano Índigo, de Mar Horno (Bululú); Teatro fantasma, de Ismael Orcero Marín (Boria); Vertedero, de Raúl Quirós Molina (Dieci6); y Nueve cuentos republicanos, de Elena Prado-Mas (Baile del Sol).

## XX Edición (2023)
El peor escenario posible de Alejandro Morellón se llevó los 10000 euros del premio. El jurado estuvo presidido por Patricia Esteban Erlés, Carmen Pujante, Miguel Ángel Hernández y Basilio Pujante.
 Los libros y autores finalistas fueron: Musarañas, de Gabriel Bravo Trujillo (Editorial Morsa); Un hijo cualquiera, de Eduardo Halfon (Libros del Asteroide), Magnífica desolación, de Javier Moreno  (Candaya), Niña con monstruo dentro, de Rosa Navarro (Bala Perdida) Quemando chasca, de Sara Navarro Rioboó (Dieci6) Voces al amanecer y otros relatos, de Clara Pastor (Acantilado), Niños, de David Roas (Páginas de Espuma), Los cuentos de Mendeleiev, de Laura Urbina (Baile del Sol) y Enrabiados, de Jorge Volpi (Páginas de Espuma).

## XXI Edición (2024)
El ganador de esta edición fue Antonio Tocornal con su primer libro de relatos, Cadillac Ranch (Sloper), que ya fue galardonado con el XXX Premio Andalucía de la Crítica. 
De los 115 títulos presentados, se seleccionaron 10 finalistas: Mis amigas se compran casas, de María Bautista (Maclein y Parker), No entrar con llamas, de Lidia Caro Leal (Altamarea), Teoría del tacto, de Fernanda García Lao (Candaya), La vida secreta de Roberto Bolaño, de Montero Glez (Navona), Un 24, de Emilio P. Millán (Ediciones Franz), Los búlgaros, de Gonzalo Núñez (Sr. Scott), Un réquiem europeo, de Javier Sáez de Ibarra (Páginas de Espuma), La manía de estar muerto, de Alberto Sepúlveda (Eolas), Plegaria para pirómanos, de Eloy Tizón (Páginas de Espuma) y Cadillac Ranch, de Antonio Tocornal (Sloper).
El premio estuvo dotado con 10.000 euros. El jurado lo presidió Pedro Ugarte, con Ana Ballabriga, Ignacio Borgoñós y Marisa López Soria como vocales.